# Metastelma occidentale
Metastelma occidentale är en oleanderväxtart som först beskrevs av Spreng., och fick sitt nu gällande namn av Alain H. Liogier. Metastelma occidentale ingår i släktet Metastelma och familjen oleanderväxter. Inga underarter finns listade i Catalogue of Life.